# 乳突青荚叶
乳突青荚叶（学名：Helwingia japonica var. papillosa）为山茱萸科青荚叶属下的一个变种。

## 扩展阅读
- 維基物種上的相關：乳突青荚叶